# Iglesia de San Andrés (Frontada)
La iglesia de San Andrés es una construcción antigua, en la provincia de Palencia, España, perteneciente a la iglesia católica. 

## Localización
Se encuentra ubicada en la falda de un cerro, sobre el que se extiende el antiguo caserío de Frontada, hoy desaparecido, al haber sido anegado casi completamente por el embalse de Aguilar de Campoo. Dicho cerro forma una península en las aguas del pantano, muy próximas al edificio. 

## Proceso de fundación
Se tiene conocimiento de esta población desde antiguo, como evidencia una donación del S XI al monasterio de Santa María la Real de Aguilar de Campoo conservada en los cartularios del cenobio. La datación más aproximada de la fundación del primitivo templo corresponde al año de 1143, como consta en una placa de consagración visible en uno de los muros del ábside.
La iglesia, restaurada en el año 2000 por la Confederación Hidrográfica del Duero, ha sido reformada y alterada o reformada en varias ocasiones de cronología incierta, lo que hace difícil determinar la estructura románica original y la evolución de los diversos componentes de esa época, que se conservan. 

## Descripción del tipo de construcción
De fábrica de sillería dorada del país, consta de una sola nave rectangular, con cabecera o ábside igualmente cuadrangular y provisto de recios contrafuertes que soportaban originalmente una bóveda de cañón. En el mismo se abre una ventana de arco de medio punto sobre columnillas hexagonales de capiteles toscamente decorados con cestería. 
La portada es también de medio punto, abierta al mediodía, y con arquivolta de bocel y caveto con bolas y billetes, con cimacio de pilastras sencillas. Se aprecian canecillos muy deteriorados en la fachada sur con motivos animales y antropomorfos itifálicos.

## El entorno
Muy próxima a la iglesia, fue hallada en la última década del siglo XX una necrópolis medieval y los restos de un edificio prerrománico, quizá un templo, que terminó siendo usado como granero. Más al sur, y en otra península, permanecen las ruinas de la antigua ermita de Nuestra Senora del Llano, perteneciente igualmente al pueblo de Frontada.